# Falakata
Falakata là một thị trấn thống kê (census town) của quận Jalpaiguri thuộc bang Tây Bengal, Ấn Độ.

## Địa lý
Falakata có vị trí 26°32′B 89°12′Đ / 26,53°B 89,2°Đ Nó có độ cao trung bình là 88 mét (288 feet).

## Nhân khẩu
Theo điều tra dân số năm 2001 của Ấn Độ, Falakata có dân số 18.801 người. Phái nam chiếm 51% tổng số dân và phái nữ chiếm 49%. Falakata có tỷ lệ 76% biết đọc biết viết, cao hơn tỷ lệ trung bình toàn quốc là 59,5%: tỷ lệ cho phái nam là 81%, và tỷ lệ cho phái nữ là 71%. Tại Falakata, 12% dân số nhỏ hơn 6 tuổi.